# پائولین اوبامه-نگویما
پائولین اوبامه-نگویما (انگلیسی: Paulin Obame-Nguema؛ زادهٔ ۲۸ دسامبر ۱۹۳۴ – درگذشتهٔ ۱۱ دسامبر ۲۰۲۳) سیاست‌مدار اهل گابن بود. وی از ۲ نوامبر ۱۹۹۴ تا ۲۳ ژانویه ۱۹۹۹ نخست‌وزیر این کشور بود.
پائولین اوبامه-نگویما در ۱۱ دسامبر ۲۰۲۳، در سن ۸۸ سالگی درگذشت.